# Kanton Vimy
Vimy (Nederlands: Wimi) is een voormalig kanton van het Franse departement Pas-de-Calais. Het kanton maakte deel uit van het arrondissement Arras. Het werd opgeheven in 2015 naar aanleiding van de herindeling van de kantons bij decreet van 24 februari 2014.

## Gemeenten
Het kanton Vimy omvatte de volgende gemeenten:
- Ablain-Saint-Nazaire
- Acheville
- Arleux-en-Gohelle
- Bailleul-Sir-Berthoult
- Bois-Bernard
- Carency
- Farbus
- Fresnoy-en-Gohelle
- Gavrelle
- Givenchy-en-Gohelle
- Izel-lès-Équerchin
- Neuville-Saint-Vaast
- Neuvireuil
- Oppy
- Quiéry-la-Motte
- Souchez
- Thélus
- Villers-au-Bois
- Vimy (Wimi) (hoofdplaats)
- Willerval